# Bian Paul Šauperl
Bian Paul Šauperl (* 15. April 1995) ist ein slowenischer Fußballspieler.

## Karriere

### Verein
Šauperl spielte mindestens seit 2009 in der Jugend des NK Maribor. Im August 2012 debütierte er in der Prva Liga, als er am siebten Spieltag der Saison 2012/13 gegen den NK Celje in der 86. Minute für Alen Ploj eingewechselt wurde.
Ab 2014 kam Šauperl für die B-Mannschaft von Maribor zum Einsatz. Im Januar 2016 wurde er an den Zweitligisten NK Veržej verliehen. Nachdem er zunächst zu Maribor B zurückgekehrt war, wechselte er im Januar 2017 erneut zu Veržej. Für Veržej kam er zu acht Einsätzen in der 2. SNL. Zur Saison 2017/18 schloss er sich dem Erstligisten NK Celje an, für den er zu zehn Erstligaeinsätzen kam und ein Tor erzielte.
Zur Saison 2018/19 wechselte Šauperl nach Österreich zum Regionalligisten SC Kalsdorf. In drei Spielzeiten in Kalsdorf kam er zu 45 Einsätzen in der Regionalliga, in denen er zehn Tore erzielte. Zur Saison 2021/22 schloss er sich dem sechstklassigen USV Ragnitz an.

### Nationalmannschaft
Šauperl spielte im August 2011 erstmals für eine slowenische Auswahl, als er für das slowenische U-17-Team gegen Österreich zum Einsatz kam.
Seine ersten beiden Treffer für eine Nationalauswahl konnte er im September 2011 für die U-17 in einem Testspiel gegen Polen erzielen.
Im Oktober 2012 spielte er erstmals für die U-18-Auswahl; im September 2013 debütierte er für die U-19-Mannschaft.